# Rallye Safari 2025
Die Rallye Safari (Kenia) war der 3. Lauf zur FIA-Rallye-Weltmeisterschaft 2025. Sie dauerte vom 20. bis zum 23. März 2025 und es wurden insgesamt 21 Wertungsprüfungen (WP) gefahren.

## Bericht
Anfangs der Rallye gab Ott Tänak (Hyundai) das Tempo vor, er gewann an den ersten zwei Rallye-Tagen fünf von 10 Wertungsprüfungen (WP). Dahinter folgte Elfyn Evans (Toyota), der die Führung übernahm, als bei Tänak eine Antriebswelle brach. Er verlor dadurch den Vierradantrieb, was ihn bis zum Ende des Tages viel Zeit kostete. Am Sonntag arbeitete sich Tänak auf den zweiten Platz wieder nach vorne. Evans lag zeitweise knapp drei Minuten vor seinen Verfolgern, fuhr strategisch mit weniger Risiko und gewann die Rallye mit einem Vorsprung von 1:09.9 Minuten. Tänak verteidigte den zweiten Rang und stand in der Saison 2025 zum ersten Mal auf dem Siegerpodest. Dahinter folgte Thierry Neuville, bei dessen Hyundai das Getriebe gewechselt werden musste am Freitag. Gleich zwei Reifenschäden bremsten Kalle Rovanperä (Toyota), einen davon passierte beim Ausweichen einer Zebraherde. In WP 18 schied er endgültig aus, nachdem die Lichtmaschine defekt war.
In der Fahrer-Weltmeisterschaft hat Evans seinen Vorsprung weiter ausgebaut. Er führte nach der Rallye Safari mit 88 Punkten vor Neuville mit 52 und Tänak mit 49 Punkten die Tabelle an.

## Meldeliste
| Nr.                  | Fahrer               | Co-Pilot                   | Auto                   |
| -------------------- | -------------------- | -------------------------- | ---------------------- |
| WRC-Klasse (Rally1)  |                      |                            |                        |
| 1                    | Thierry Neuville     | Martijn Wydaeghe           | Hyundai i20 N Rally1   |
| 5                    | Sami Pajari          | Marko Salminen             | Toyota GR Yaris Rally1 |
| 8                    | Ott Tänak            | Martin Järveoja            | Hyundai i20 N Rally1   |
| 9                    | Jourdan Serderidis   | Frédéric Miclotte          | Ford Puma Rally1       |
| 13                   | Grégoire Munster     | Louis Louka                | Ford Puma Rally1       |
| 16                   | Adrien Fourmaux      | Alexandre Coria            | Hyundai i20 N Rally1   |
| 18                   | Takamoto Katsuta     | Aaron Johnston             | Toyota GR Yaris Rally1 |
| 33                   | Elfyn Evans          | Scott Martin               | Toyota GR Yaris Rally1 |
| 55                   | Josh McErlean        | Eoin Treacy                | Ford Puma Rally1       |
| 69                   | Kalle Rovanperä      | Jonne Halttunen            | Toyota GR Yaris Rally1 |
| WRC2-Klasse (Rally2) |                      |                            |                        |
| 20                   | Oliver Solberg       | Elliott Edmondson          | Toyota GR Yaris Rally2 |
| 21                   | Fabrizio Zaldivar    | Marcelo Der Ohannesian     | Škoda Fabia RS Rally2  |
| 22                   | Gus Greensmith       | Jonas Andersson            | Škoda Fabia RS Rally2  |
| 23                   | Jan Solans           | Rodrigo Sanjuan de Eusebio | Toyota GR Yaris Rally2 |
| 24                   | Kajetan Kajetanowicz | Maciej Szczepaniak         | Toyota GR Yaris Rally2 |
| 25                   | Diego Dominguez Jr.  | Rogelio Peñate             | Toyota GR Yaris Rally2 |

Anmerkung: Insgesamt haben sich 30 Fahrzeuge eingeschrieben in verschiedenen Klassen.

## Klassifikationen

### WRC Rally1
| Position | Position | Nr. | Fahrer             | Co-Pilot          | Auto                   | Zeit      | Rückstand | Punkte | Punkte  | Punkte     | Punkte |
| Rally1   | Gesamt   | Nr. | Fahrer             | Co-Pilot          | Auto                   | Zeit      | Rückstand | Total  | Sonntag | Powerstage | Total  |
| -------- | -------- | --- | ------------------ | ----------------- | ---------------------- | --------- | --------- | ------ | ------- | ---------- | ------ |
| 1        | 1        | 33  | Elfyn Evans        | Scott Martin      | Toyota GR Yaris Rally1 | 4:20:03.8 |           | 25     | 2       | 0          | 27     |
| 2        | 2        | 8   | Ott Tänak          | Martin Järveoja   | Hyundai i20 N Rally1   | 4:21:13.7 | 0:01:09.9 | 17     | 3       | 3          | 23     |
| 3        | 3        | 1   | Thierry Neuville   | Martijn Wydaeghe  | Hyundai i20 N Rally1   | 4:23:35.8 | 0:03:32.0 | 15     | 4       | 4          | 23     |
| 4        | 4        | 5   | Sami Pajari        | Marko Salminen    | Toyota GR Yaris Rally1 | 4:27:22.5 | 0:07:18.7 | 12     | 0       | 1          | 13     |
| 5        | 5        | 13  | Grégoire Munster   | Louis Louka       | Ford Puma Rally1       | 4:31:39.1 | 0:11:35.3 | 10     | 0       | 2          | 12     |
| 8        | 6        | 9   | Jourdan Serderidis | Frédéric Miclotte | Ford Puma Rally1       | 4:48:49.3 | 0:28:45.5 | 4      | 0       | 0          | 4      |
| 10       | 7        | 55  | Josh McErlean      | Eoin Treacy       | Ford Puma Rally1       | 4:57:19.6 | 0:37:15.8 | 1      | 1       | 0          | 2      |
| 16       | 8        | 16  | Adrien Fourmaux    | Alexandre Coria   | Hyundai i20 N Rally1   | 6:05:53.6 | 1:45:49.8 | 0      | 5       | 5          | 10     |
| WP21     | WP21     | 18  | Takamoto Katsuta   | Aaron Johnston    | Toyota GR Yaris Rally1 | Unfall    | Unfall    | 0      | 0       | 0          | 0      |
| WP18     | WP18     | 69  | Kalle Rovanperä    | Jonne Halttunen   | Toyota GR Yaris Rally1 | Defekt    | Defekt    | 0      | 0       | 0          | 0      |

### WRC2 Rally2
| Position | Nr. | Fahrer            | Co-Pilot                   | Auto                   | Zeit      | Rückstand | Punkte |
| -------- | --- | ----------------- | -------------------------- | ---------------------- | --------- | --------- | ------ |
| 1        | 22  | Gus Greensmith    | Jonas Andersson            | Škoda Fabia RS Rally2  | 4:34:15.4 |           | 25     |
| 2        | 23  | Jan Solans        | Rodrigo Sanjuan de Eusebio | Toyota GR Yaris Rally2 | 4:37:30.4 | 03:15.0   | 17     |
| 3        | 21  | Fabrizio Zaldivar | Marcelo Der Ohannesian     | Škoda Fabia RS Rally2  | 4:55:42.6 | 21:27.2   | 15     |

Anmerkung: Insgesamt haben sich 21 Fahrzeuge von 30 gestarteten klassiert.

### Wertungsprüfungen
| Tag      | Start LT          | WP   | Name                               | Länge                              | Gewinner                                                                               | Leader      |
| -------- | ----------------- | ---- | ---------------------------------- | ---------------------------------- | -------------------------------------------------------------------------------------- | ----------- |
| 19. März | 10:01             | —    | Sleeping Warrior (Shakedown)       | 5,16 km                            | Kalle Rovanperä                                                                        |             |
| 20. März | 13:05             | WP1  | Super Special Kasarani             | 4,76 km                            | Elfyn Evans                                                                            | Elfyn Evans |
| 20. März | 16:43             | WP2  | Mzabibu 1                          | 8,27 km                            | Ott Tänak                                                                              | Ott Tänak   |
| 21. März | 06:00             |      | Service A Naivasha (15 Min.)       | Service A Naivasha (15 Min.)       | Service A Naivasha (15 Min.)                                                           | Ott Tänak   |
| 21. März | 07:13             | WP3  | Camp Moran 1                       | 31,40 km                           | Ott Tänak                                                                              | Ott Tänak   |
| 21. März | 08:51             | WP4  | Loldia 1                           | 19,11 km                           | Ott Tänak                                                                              | Ott Tänak   |
| 21. März | 10:04             | WP5  | Geothermal 1                       | 13,18 km                           | Kalle Rovanperä                                                                        | Ott Tänak   |
| 21. März | 10:57             | WP6  | Kedong 1                           | 15,10 km                           | Ott Tänak                                                                              | Ott Tänak   |
| 21. März | 11:52             |      | Service B Naivasha (40 Min.)       | Service B Naivasha (40 Min.)       | Service B Naivasha (40 Min.)                                                           | Ott Tänak   |
| 21. März | 13:30             | WP7  | Camp Moran 2                       | 31,40 km                           | Thierry Neuville                                                                       | Ott Tänak   |
| 21. März | 15:08             | WP8  | Loldia 2                           | 19,11 km                           | Ott Tänak                                                                              | Ott Tänak   |
| 21. März | 16:21             | WP9  | Geothermal 2                       | 13,18 km                           | Kalle Rovanperä                                                                        | Elfyn Evans |
| 21. März | 17:14             | WP10 | Kedong 2                           | 15,10 km                           | Kalle Rovanperä                                                                        | Elfyn Evans |
| 21. März | 17:59             |      | Flexi Service C Naivasha (45 Min.) | Flexi Service C Naivasha (45 Min.) | Flexi Service C Naivasha (45 Min.)                                                     | Elfyn Evans |
| 22. März | 08:35             | WP11 | Sleeping Warrior 1                 | 26,97 km                           | Elfyn Evans                                                                            | Elfyn Evans |
| 22. März | 09:35             | WP12 | Elmenteita 1                       | 17,31 km                           | Elfyn Evans                                                                            | Elfyn Evans |
| 22. März | 10:33             | WP13 | Soysambu 1                         | 28,97 km                           | Takamoto Katsuta                                                                       | Elfyn Evans |
| 22. März | 12:59             |      | Service D Naivasha (40 Min.)       | Service D Naivasha (40 Min.)       | Service D Naivasha (40 Min.)                                                           | Elfyn Evans |
| 22. März | 15:05             | WP14 | Sleeping Warrior 2                 | 26,97 km                           | Takamoto Katsuta                                                                       | Elfyn Evans |
| 22. März | 16:05             | WP15 | Elmenteita 2                       | 17,31 km                           | Grégoire Munster                                                                       | Elfyn Evans |
| 22. März | 17:03             | WP16 | Soysambu 2                         | 28,97 km                           | Ott Tänak                                                                              | Elfyn Evans |
| 22. März | 19:18             |      | Flexi Service E Naivasha (45 Min.) | Flexi Service E Naivasha (45 Min.) | Flexi Service E Naivasha (45 Min.)                                                     | Elfyn Evans |
| 23. März | 06:42             | WP17 | Mzabibu 2                          | 8,27 km                            | Ott Tänak                                                                              | Elfyn Evans |
| 23. März | 07:35             | WP18 | Oserengoni 1                       | 18,33 km                           | Takamoto Katsuta                                                                       | Elfyn Evans |
| 23. März | 09:05             | WP19 | Hell's Gate 1                      | 10,53 km                           | Adrien Fourmaux                                                                        | Elfyn Evans |
| 23. März | 10:18             |      | Flexi Service E Naivasha (15 Min.) | Flexi Service E Naivasha (15 Min.) | Flexi Service E Naivasha (15 Min.)                                                     | Elfyn Evans |
| 23. März | 11:56             | WP20 | Oserengoni 2                       | 18,33 km                           | Takamoto Katsuta                                                                       | Elfyn Evans |
| 23. März | 14:15 (MEZ 12:15) | WP21 | Hell's Gate 2 (Powerstage)         | 10,53 km                           | 1. Adrien Fourmaux 2. Thierry Neuville 3. Ott Tänak 4. Grégoire Munster 5. Sami Pajari | Elfyn Evans |